# Фармвил (Вирџинија)
Фармвил (Вирџинија) (енгл. Farmville) град је у америчкој савезној држави Вирџинија. По попису становништва из 2010. у њему је живело 8.216 становника.

## Демографија
Према попису становништва из 2010. у граду је живело 8.216 становника, што је 1.371 (20,0%) становника више него 2000. године.
| Група             | 2000.         | 2010.         |
| Белци             | 4.833 (70,6%) | 5.844 (71,1%) |
| Афроамериканци    | 1.758 (25,7%) | 1.958 (23,8%) |
| Азијати           | 72 (1,1%)     | 101 (1,2%)    |
| Хиспаноамериканци | 86 (1,3%)     | 192 (2,3%)    |
| Укупно            | 6.845         | 8.216         |